# Crépand
Crépand település Franciaországban, Côte-d’Or megyében. Lakosainak száma 317 fő (2022. január 1.). Crépand Montbard, Quincerot, Saint-Germain-lès-Senailly, Senailly és Montigny-Montfort községekkel határos.

## Népesség
A település népességének változása:
| Lakosok száma | 292  | 328  | 348  | 341  | 342  | 331  | 324  | 322  | 320  | 317  |
|               | 1968 | 1982 | 1990 | 2006 | 2013 | 2015 | 2017 | 2019 | 2020 | 2022 |